# 155e régiment du génie
Pour les articles homonymes, voir 155e régiment.
Le 155e régiment du génie est une unité militaire française créée à la fin de la Seconde Guerre mondiale, chargé de l'entretien des voies ferrées.

## Historique
Le régiment est créé à Orsay le 1er mai 1945 à partir de personnels parisiens de la Société nationale des chemins de fer français. Constitué de six compagnies de sapeurs des chemins de fer, le régiment est en sous-effectif, comptant 621 hommes en mai.
D'abord chargé de l'entretien des voies ferrées, le régiment est ensuite chargé des ponts sur le Rhin.
Le régiment est dissous le 31 janvier 1946 et forme le 10e régiment du génie le lendemain.

## Insigne
Écu français ancien chargé d'une carte de France azur, hissant d'un pont de voie ferrée d'argent, broché d'une cuirasse et d'un casque d'or. Sur la carte, les chiffres 155, sous le pont l'inscription « Génie ». 